# 李和子
李和子（イ・ファジャ、韓国語名：이화자、英語名:Hwaja LEE、1955年 -）は、特定非営利活動法人　いこま国際交流協会（いこまこくさいこうりゅうきょうかい）の理事（事務局長）であり、奈良・在日外国人保護者の会生駒顧問である。2006年に生駒市市民自治検討委員に就任し、2009年に生駒市市民自治推進会議委員に就任した。生駒市の多文化共生教育推進事業において保育園、小学校を中心に講師として韓国文化の教育も行っている。

## 略歴
- 2000年 民団の婦人会 三重・桑名支部会長として、第50回開天芸術祭の一般の部・創作群舞で最優秀賞を受賞[2]
- 2005年（平成17年）10月31日- 田渕五十生（当時、奈良教育大学教授）と共著で、「奈良・在日外国人保護者の会」の活動内容について報告[3]
- 2006年（平成18年）6月14日- 民団三重県本部の第25回定期地方大会総会にて新会長に就任（会場：三重県韓国人会館３層ホール）[4][5]
- 2006年（平成18年）10月13日- 山下真生駒市長から生駒市市民自治検討委員として辞令を受ける[6]
- 2006年（平成18年）11月11日-「いこま国際交流協会」を結成[7]
- 2007年（平成19年）6月8日- 田淵五十生（理事長）を代表者として特定非営利活動法人　いこま国際交流協会を設立[8]
- 2009年（平成21年）9月24日- 山下真生駒市長から生駒市市民自治推進会議委員（委員数10名）として辞令を受ける[9][10]